# Robin Blom
Robin Blom (Amsterdam, 15 november 2005) is een voetbalspeelster uit Nederland. Ze speelt als verdediger voor ADO Den Haag.

## Clubcarrière
Blom maakte jarenlang deel uit van de jeugdopleiding van VV Alkmaar. In het seizoen 2022/23 maakte ze deel uit van het team van Jong VV Alkmaar.
Op 27 januari 2023 maakte Blom haar debuut voor VV Alkmaar in de Vrouwen Eredivisie in een uitwedstrijd tegen Excelsior Rotterdam die met 2-1 gewonnen werd. Blom mocht in die wedstrijd in de basis starten.
Sinds het seizoen 2023/24 is VV Alkmaar overgegaan in AZ en kwam Blom voor die club uit. In mei 2025 werd bekend dat het aflopende contract van Blom niet werd verlengd en ze na het seizoen 2024/25 haar carrière elders vervolgde. Op 24 juni 2025 tekende Blom een tweejarig contract bij competitiegenoot ADO Den Haag.

## Statistieken
| Seizoen   | Club         | Land      | Competitie         | Wedstrijden | Doelpunten |
| --------- | ------------ | --------- | ------------------ | ----------- | ---------- |
| 2022/23   | VV Alkmaar   | Nederland | Vrouwen Eredivisie | 9           | 0          |
| 2023/2024 | AZ           | Nederland | Vrouwen Eredivisie | 17          | 0          |
| 2024/2025 | AZ           | Nederland | Vrouwen Eredivisie | 6           | 0          |
| 2025/26   | ADO Den Haag | Nederland | Vrouwen Eredivisie | 0           | 0          |
| Totaal    | Totaal       | Totaal    | Totaal             | 32          | 0          |

Laatste update: 24 juni 2025